# Oberbaumbrücke

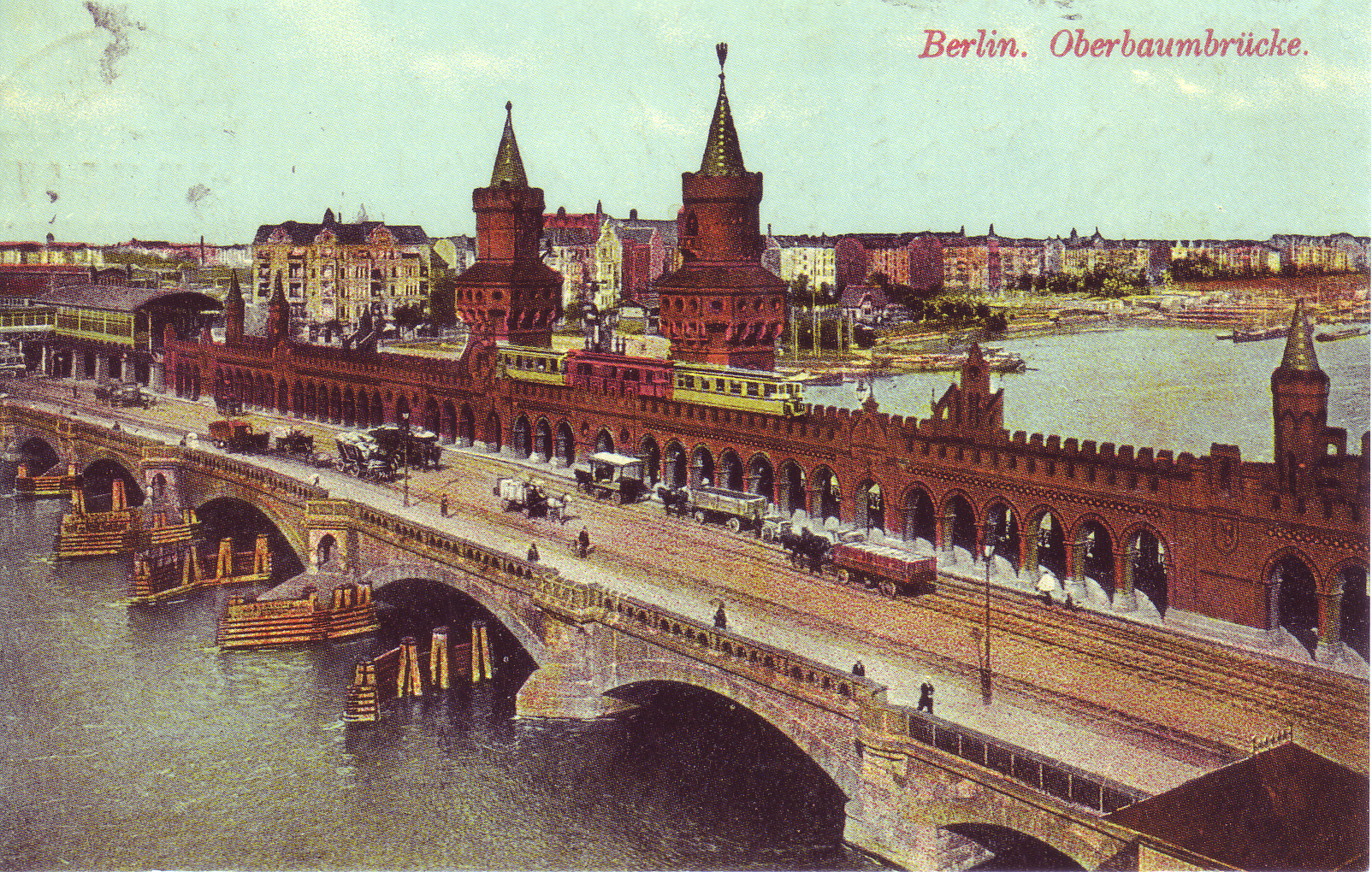
Oberbaumbrücke em 1900

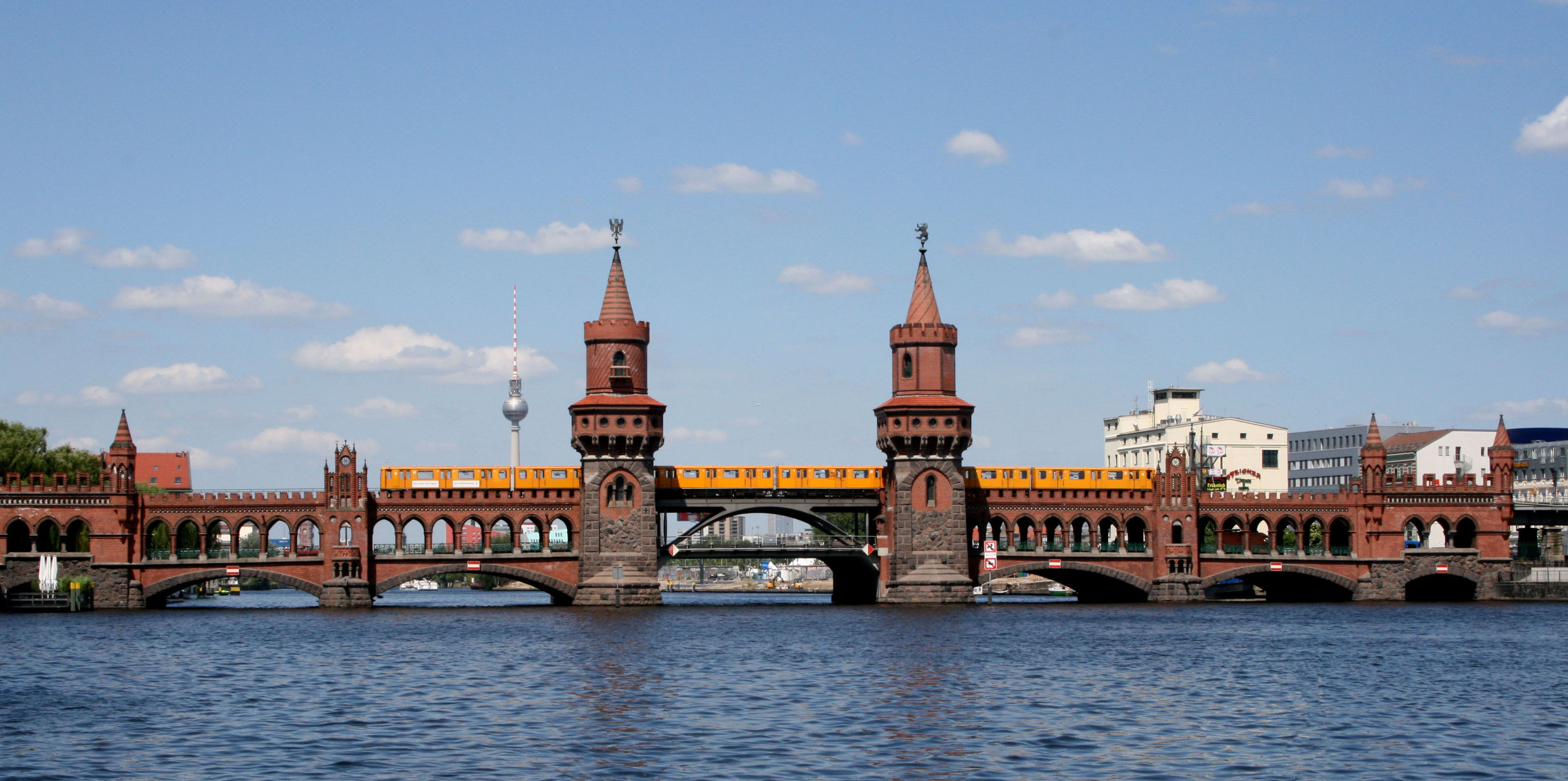
Um trem da U-Bahn cruzando a Oberbaumbrücke

A Oberbaumbrücke é uma ponte de piso duplo que cruza o Rio Spree, na cidade de Berlim, Alemanha.
A ponte é considerada um dos marcos da cidade.